# Phare du Cap Melville
Le phare du Cap Melville est un phare historique situé sur l'île de Balabac, la plus occidentale de la province de Palawan, dans la commune de Balabac, aux Philippines.
Le phare a été érigé lors de la colonisation espagnole et fait désormais partie du patrimoine culturel philippin  comme Important Cultural Property (Philippines) (en) .
Ce phare géré par le Maritime Safety Services Command (MSSC) , service de la Garde côtière des Philippines (Philippine Coast Guard ).

## Histoire
Ce phare de premier ordre a été construit par les Espagnols pour éclairer le détroit de Balabac qui sépare les Philippines du pays voisin de la Malaisie.
Le phare primitif est une tour octogonale de granite de 27,4 m, avec galerie et lanterne érigée sur une colline à 1,5 mille au nord-ouest de la pointe du Cap Melville. Sa hauteur focale est de 90,5 m au-dessus du niveau de la mer. La station de signalisation maritime a été construite par le gouvernement espagnol dans le cadre de son vaste plan d'éclairage pour l'archipel. Le phare du cap Melville a été allumé pour la première fois le 30 août 1892. Elle est désactivée et elle est devenue un monument historique .

## Description
Le phare espagnol n'est plus en service maintenant. Une tour préfabriquée en aluminium blanc équipée d'une lumière moderne et alimentée à l'énergie solaire  a été érigée près de l'ancienne tour par la garde côtière des Philippines. La station est toujours occupée par du personnel et les lumières et lentilles originales sont toujours intactes excepté une vitre centrale qui a été volée par des vandales.
Ce phare récent est une tour blanche en aluminium de 20 m qui émet, à une hauteur focale de 90 m, un éclat blanc toutes les 5 secondes. Sa portée est de 28 milles marins (environ  52 km).
Identifiant : ARLHS : PHI-019 ; PCG-.... - Amirauté : F2512 - NGA : 14596 .
|                                   |
| Localisation de Balabac (Palawan) |

### Lien connexe
- Liste des phares aux Philippines